# 조딘 스파크스
조딘 스파크스(Jordin Sparks, 1989년 12월 22일 ~ )는 미국의 가수로, 《아메리칸 아이돌 시즌 6》의 우승자이다.

## 참여 작품

### 텔레비전
- 아메리칸 아이돌
- 잭과 코디, 우리 학교는 호화 유람선
- 빅 타임 러쉬
- CSI: 과학수사대
- 더 뷰 (텔레비전 프로그램)
- 더 리얼 오닐스
- 헬's 키친

### 영화
- 레프트 비하인드 (2014년 영화)

### 브로드웨이
- 인 더 하이츠